# Ralf Lehmann
Ralf Lehmann (* 22. Mai 1960) ist ein ehemaliger deutscher Fußballspieler. Für den VfL Osnabrück spielte der Mittelfeldspieler in der 2. Bundesliga, aber musste seine Karriere als Profisportler bereits im Alter von 24 Jahren als Sportinvalide beenden.
Der in Berlin aufgewachsene Lehmann spielte in der Jugend für SC Westend 1901, den SC Staaken und Hertha Zehlendorf, wo er in die erste Mannschaft berufen wurde. In der Saison 1978/79 erreichte er mit Zehlendorf die Berliner Amateuroberliga-Meisterschaft, verpasste aber knapp den Aufstieg in die 2. Bundesliga. Allerdings wurde er von Helmut Kalthoff entdeckt, dem damaligen Manager des VfL Osnabrück, der Lehmann zum VfL in die 2. Bundesliga holte. Bereits in seiner ersten Profisaison konnte er überzeugen und erzielte in 33 Spielen sieben Tore. Von Berti Vogts wurde er im Mai 1980 in die deutsche U21-Nationalmannschaft berufen. Am 20. Mai 1980 gab er im Spiel gegen Belgien sein Debüt und erzielt beim 4:0-Sieg des deutschen Teams einen Treffer. Nachdem 1983 ein angestrebter Wechsel zu einer Bundesliga-Mannschaft aufgrund einer Knieverletzung gescheitert war, blieb Lehmann beim VfL, konnte aber den Abstieg der Mannschaft in der Saison 1983/84 trotz seiner zehn Tore in 22 Spielen nicht verhindern. Seine hartnäckige Knieverletzung machte eine Fortführung der Profikarriere unmöglich. Für den VfL Osnabrück wurde er in 158 Ligaspielen eingesetzt und erzielte 54 Tore.